# مینیکوی
مینیکوی جزیره‌ای در لاکشادویپ هند است. این جزیره جنوبی‌ترین جزیره مرجانی از مجمع الجزایر لاکشادویپ است. از نظر اداری، این بخشی از قلمرو اتحادیه لاکشادویپ هند است.

## نگارخانه

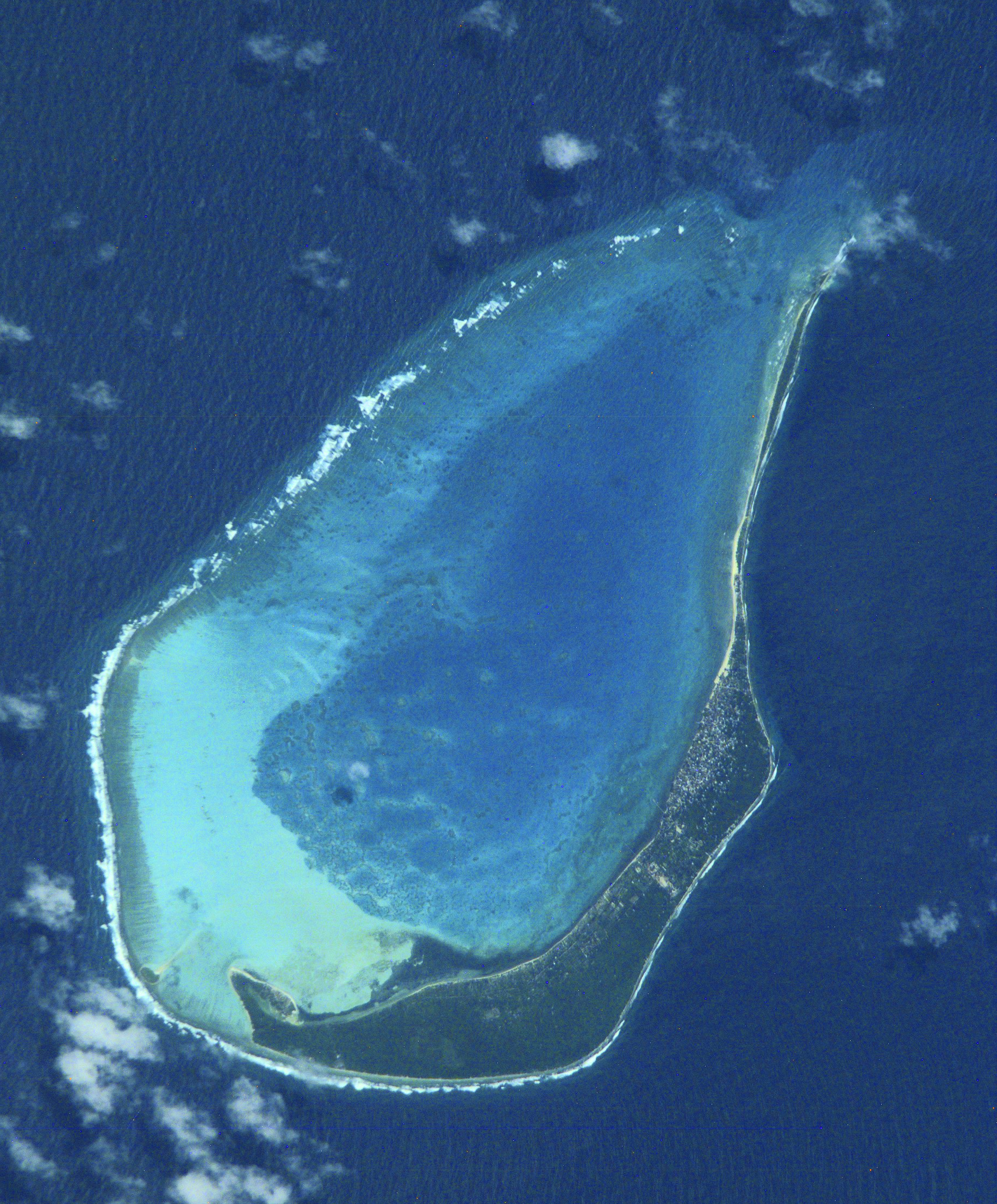
عکس ماهواره‌ای مینیکوی
نقشه

## کتابشناسی - فهرست کتب
- Bell, HCP: جزایر مالدیو، گزارشی از خصوصیات بدنی، تاریخچه، ساکنان، تولیدات و تجارت. کلمبو ۱۸۸۳.
- الیس، RH: شرح مختصری از جزایر لاکچری و مینیکوی. مطبوعات دولتی، مادراس، ۱۹۲۴.
- کاتنر، الن: ساختار اجتماعی مالیکو (مینیکو). در: خبرنامه انستیتوی بین‌المللی مطالعات آسیا (IIAS). شماره ۱۰، ۱۹۹۶، س ۱۹–۲۰. (آنلاین در http://www.maldivesroyalfamily.com/minicoy_kattner.shtml).
- Kattner , Ellen: Bodu Valu - حوضچه‌های بزرگ: مدیریت آب سنتی و پیامدهای اجتماعی- کیهانی آن در Minicoy / Maliku، جزیره اقیانوس هند. در: اولیگ، کریستوف (ویرایش) آنتیکه زسترنن. Publikationen der Deutschen Wasserhistorischen Gesellschaft، 9. Nordertedt: Books on Demand GmbH، ۲۰۰۷، صص. ۱۴۵–۱۷۲.
- Xavier Romero-Frias، جزایر مالدیو، مطالعه فرهنگ عامه پسند پادشاهی اقیانوس باستان. بارسلونا ۱۹۹۹، شابک ‎۸۴-۷۲۵۴-۸۰۱-۵
- Divehi Tārīkhah Au Alikameh. Divehi Bahāi Tārikhah Khidmaiykurā Qaumī Markazu. چاپ مجدد 1958 edn. نر '۱۹۹۰.
- Divehiraajjege Jōgrafīge Vanavaru. محمدو ابراهیم لوتفی. G.Sōsanī
- «دائرyclالمعارف اسلام»، چاپ جدید، جلد فهرست، فاضل ۲، واژه‌نامه و فهرست اصطلاحات، بیل، ۲۰۰۶، شومیز بزرگ کتاب، ۵۹۲ صفحه، شابک ‎۹۷۸-۹۰-۰۴-۱۵۶۱۰-۴.
- Das, Nrupal: جزیره Minicoy: سواحل، فرهنگ و مردم Minicoy، جزایر Lakshadweep. 2018، کیندل، ۳۷ صفحه (در دسترس آنلاین - مینیکوی ، جزایر لاکشادویپ)